# Coenotephria verberata
Coenotephria verberata là một loài bướm đêm trong họ Geometridae.